# Callimetopoides
Callimetopoides is een kevergeslacht uit de familie van de boktorren (Cerambycidae). De wetenschappelijke naam van het geslacht werd voor het eerst geldig gepubliceerd in 1981 door Breuning.

## Soorten
Callimetopoides is monotypisch en omvat slechts de volgende soort:
- Callimetopoides albomaculatus Breuning, 1981